# Die Badende – Das Ei

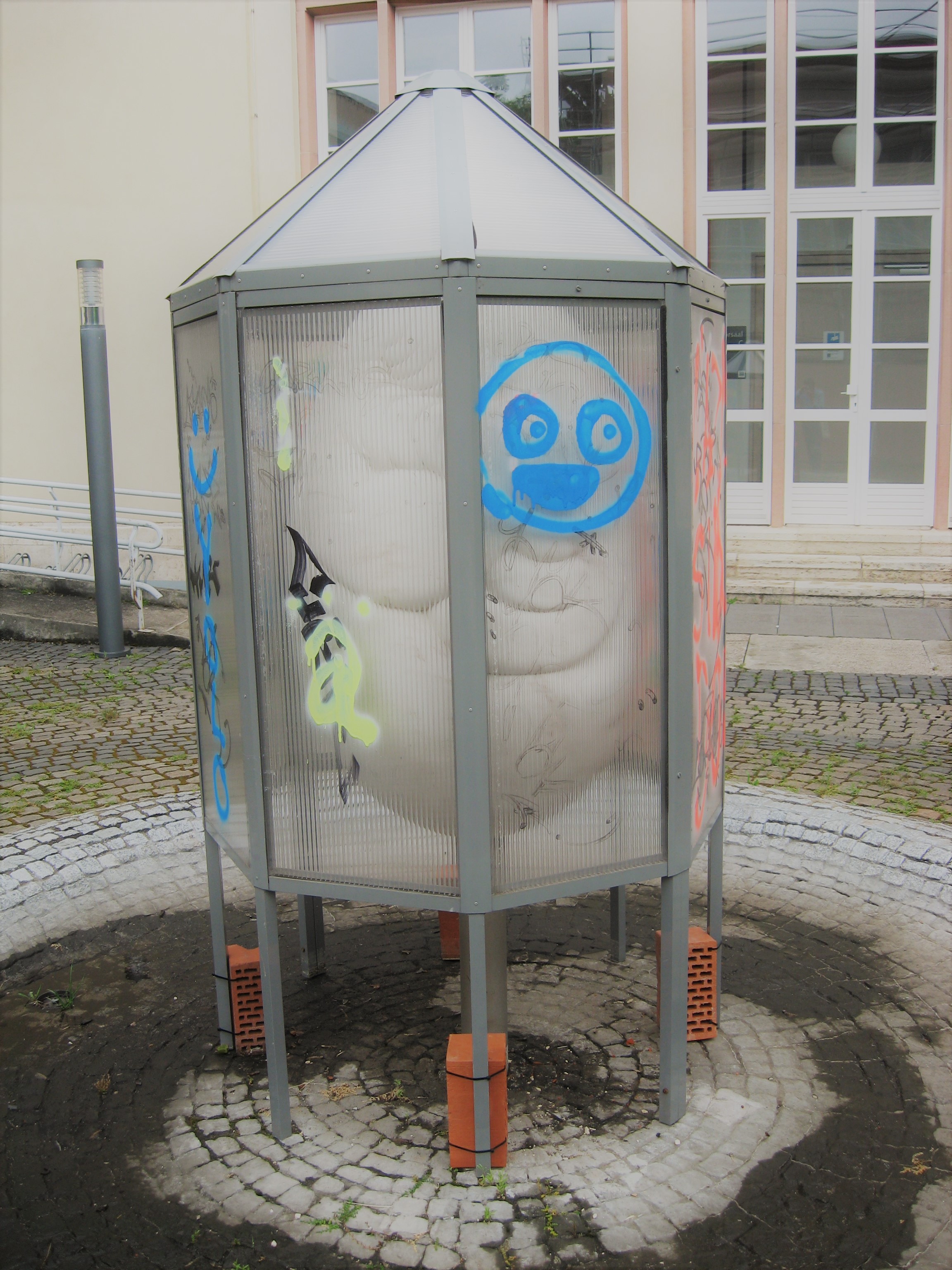
Die Badende – Das Ei

Die Badende – Das Ei ist eine 1,4 Tonnen schwere eiförmige Skulptur mit einer Höhe von 1,26 m und einem Durchmesser von 0,79 m, welches eine Mädchengestalt während des Badens darstellt, in Marmor (Sivec, Jugoslawien), aus der das Wasser in ein kreisrundes flaches und gewölbtes Becken aus Pflastersteinen rieselt. Dieses ist mittig auf dem Platz des Universitätscampus der Bauhaus-Universität in Weimar in der Marienstraße 13–15 aufgestellt in einem Innenhof unweit der Mensa am Park. Dieser Zierbrunnen wurde 1983 von Hubert Schiefelbein geschaffen. Der Platz selbst ist mit Pflastersteinen belegt, die sich um den Brunnen kreisrund anordnen, welches die Wirkung des Brunnens noch zusätzlich verstärkt. Das Ei selbst ist mittig auf einen Rohr installiert, welches den Eindruck vermittelt, dass diese Skulptur förmlich schwebt. 2015 wurde diese Skulptur restauriert.